# Tramwaje w Ługańsku

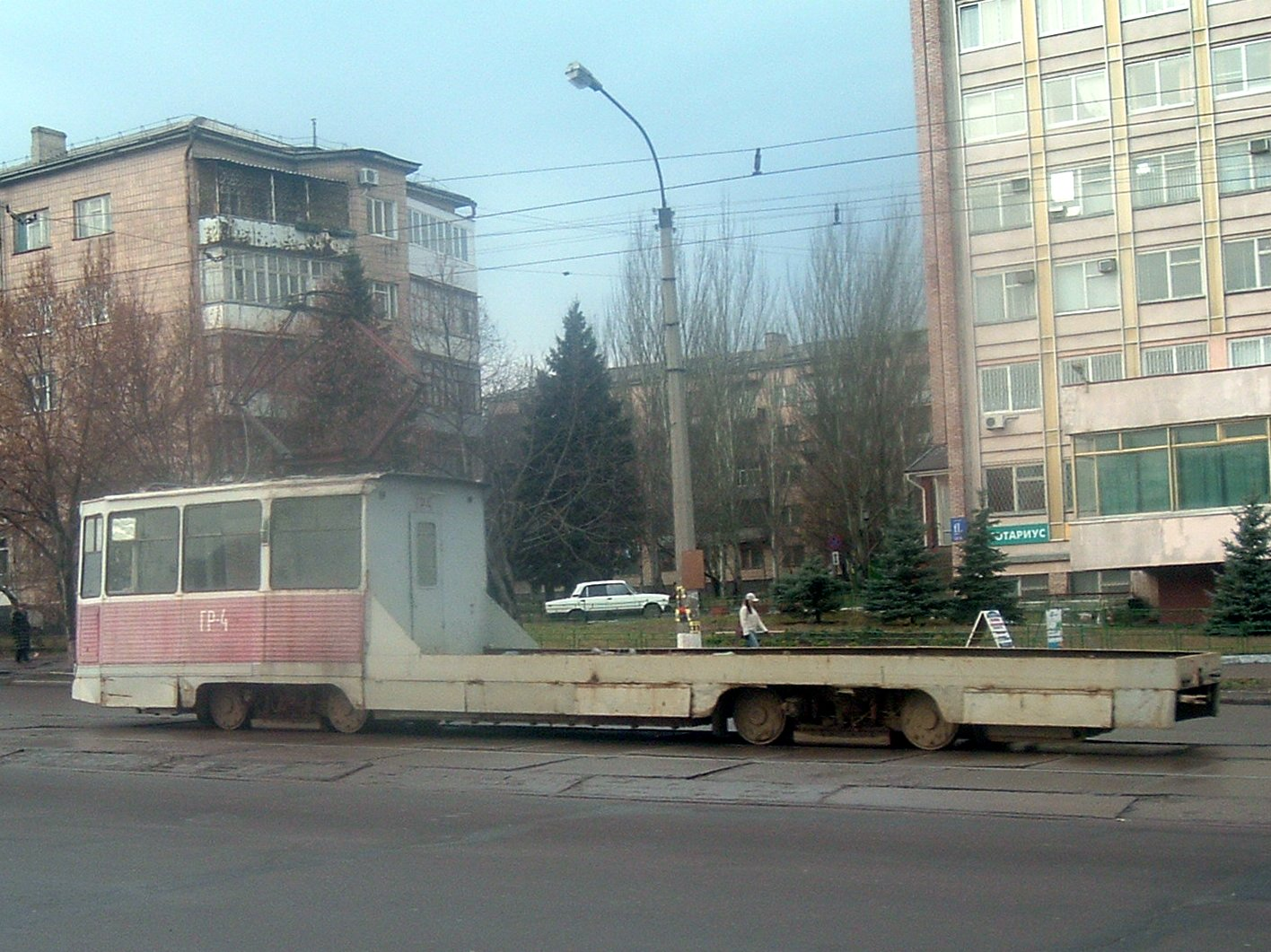
Tramwaj KTM-5 przebudowany na wagon roboczy

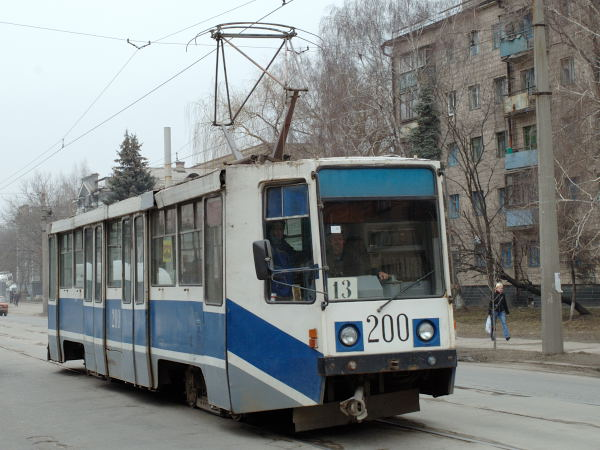
KTM-8K-200

Tramwaje w Ługańsku − zlikwidowany system komunikacji tramwajowej działający w ukraińskim mieście Ługańsk. 

## Historia

### 1899–1940
Począwszy od 1899 zaczęły pojawiać się plany budowy sieci tramwajów w Ługańsku, ale żadnego z nich nie zrealizowano. W 1929 pojawił się kolejny plan budowy tramwajów i wiosną 1933 rozpoczęto budowę dwutorowej linii tramwajowej od głównej bramy Fabryki Parowozów im. Rewolucji Październikowej do kolonii robotniczych. W październiku 1933 jeden tor o długości 7,2 km był gotowy. 1 maja 1934 zainaugurowano ruch tramwajów. Wówczas wzdłuż linii tramwajowej teren nie był uprzątnięty i nie było wysepek przystankowych. Równocześnie rozpoczęto budowę kolejnej linii do wsi Mała Wiergunka oraz do nowej kolonii fabrycznej fabryki lokomotyw. Obie linie otwarto 17 listopada 1934. Po oddaniu do eksploatacji tych linii w marcu 1935 rozpoczęto budowę 10,5 km linii tramwajowej od dworca kolejowego do osady Kamienny Bród. Oficjalne otwarcie tej linii nastąpiło 1 maja 1935. Linia ta w przeciwieństwie do już istniejącej sieci była położona na północ od linii kolejowej łączącej Debalcewe z Millerewem i nie była połączona z resztą sieci. 11 sierpnia 1935 podjęto decyzję o budowie dla linii północnej, zajezdni tramwajowej w rejonie dworca kolejowego przy ulicy Kirowa, natomiast 25 grudnia podjęto decyzję o budowie zajezdni tramwajowej dla sieci południowej. Budowę zajezdni w północnej części miasta ukończono w 1937. 
W 1935 za przejazd tramwajem trzeba było zapłacić 15 kopiejek, a za przejazdy ulgowe 5 kopiejek. Jesienią 1935 rozpoczęto budowę linii tramwajowej w południowej części miasta od centrum do stadionu im. Woroszyłowa. Linię tę o długości 6 km budowało 5 tys. osób i została ukończona 28 dni po rozpoczęciu budowy. Linię tę rozpoczęto budować 30 września 1935, a otwarto 19 listopada. W celu usprawnienia prac w rejon stadionu wybudowano bocznicę kolejową. Bocznicę tę wykorzystano do budowy linii tramwajowej do miasteczka lotniczego w Ostrej Mogile, którą zelektryfikowano w 1937. Linię tę otwarto 7 listopada. W związku z prowadzeniem na bocznicy ruchu kolejowego i powstających w ten sposób opóźnień w kursowaniu tramwajów, jesienią 1938 ułożono tor tramwajowy wzdłuż bocznicy. Wcześniej, 18 sierpnia 1936, oddano do eksploatacji linię w północnej części miasta do Parku Gorkiego. 6 listopada 1938 otwarto zajezdnię tramwajową na południowej sieci. W tym czasie powstały także bocznice towarowe, które były obsługiwane przez towarowy wóz motorowy do którego doczepiano platformy. Pierwsze takie bocznice powstały w północnej części miasta jesienią 1936 do fabryki wódek oraz do zakładów tekstylnych. Pierwsza bocznica miała długość 700 m, a druga 500 m. W południowej części miasta powstała tylko jedna taka bocznica. Tramwaje towarowe przestały kursować w czasie II wojny światowej. 

### 1942−1943
W czasie II wojny światowej, 17 lipca 1942, wojska radzieckie wysadziły w powietrze elektrownię miejską co unieruchomiło tramwaje. W grudniu 1942 Niemcy zakończyli odbudowę elektrowni. Również wtedy rozpoczęto rozbiórkę linii do Parku Gorkiego oraz do szkoły lotniczej. Materiały pozyskane z rozbiórki tych linii miały zostać wykorzystane do odbudowy zniszczonych linii w okolicy fabryki lokomotyw. Prace przerwano po wkroczeniu wojsk radzieckich 14 lutego 1943. 

### 1943−1989
Po zakończeniu działań wojennych w Ługańsku bilans strat w infrastrukturze tramwajowej był bardzo duży: wysadzono obydwie zajezdnie, zdemontowano 75% sieci trakcyjnej, zniszczono 85% taboru oraz rozebrano linie do Parku Gorkiego i do Ostrej Mogiły. Odbudowa ze zniszczeń wojennych została zakończona w 1958. Pierwszą nową linię zbudowaną po wojnie była linia, która połączyła rejon placu Gorkiego z ulicą Stalingradzką. Linię tę otwarto 30 kwietnia 1957. W latach 60. XX w. otwarto kilka nowych linii:
- w 1966 do placu Obrony
- w 1967 do obecnego Szpitala Obwodowego

8 listopada 1965 połączono obydwie sieci tramwajowe dzięki budowanemu od kilku lat wiaduktu nad linią kolejową. W latach 60. XX w. rozpoczęto budowę zajezdni tramwajowej w sąsiedztwie zajezdni nr 1. Zajezdnię tę oddano do użytku w 1968, jednocześnie przeznaczając zajezdnię nr 2 w rejonie dworca kolejowego na zakład remontu tramwajów. Jesienią 1969 oddano do eksploatacji trasę w ulicy Sosjury od rejonu pętli 3. km w kierunku centrum miasta, którą w 1977 przedłużono do placu Gorkiego. W 1973 otwarto linię tramwajową łączącą pętlę dworzec autobusowy z pętlą w ulicy Stalingradzkiej. W 1979 oddano do eksploatacji przedłużenie linii od Pl. Obrony do osiedla Dzierżyńskiego. Dzięki temu sieć tramwajowa osiągnęła długość 92 km. 

### 1990–2000
Ostatni nowy odcinek sieci tramwajowej wybudowano w 1990. Połączył on ulicę Frunze z bramą nr 7 Fabryki Lokomotyw. Trasę tę obsługiwała uruchomiona linia nr 3A, która kursowała na trasie: Fabryka i. Rewolucji Październikowe – Brama nr 7. Trasę tę eksploatowano cztery lata po czym wykorzystywano ją jedynie do jazd próbnych wyprodukowanych w Ługańsktiepłowoz tramwajów. W pierwszej połowie lat 90. XX w. tabor był w katastrofalnym stanie, a liczba przewożonych pasażerów spadła do poziomu z pierwszych lat powojennych, kiedy to funkcjonowało kilka linii. 8 sierpnia 1994 w wagonie KTM-5 o nr 133 jadącym ul. Frunze zepsuły się hamulce, na łuku wypadł z szyn i zatrzymał się na słupie oświetleniowym i budynku. W wyniku tego wypadku zginęło 15 osób. Z powodu tej katastrofy oraz podobnych w Kijowie i Dnieprodzierżyńsku powołano specjalną komisję, która miała zbadać stan taboru tramwajowego. W wyniku przeprowadzonych kontroli w Ługańsku do kasacji przeznaczono 16 tramwajów z 99 posiadanych. Przełożyło się to także na liczbę przewożonych pasażerów: podczas gdy w 1994 przewieziono 22,5 mln pasażerów to w 1996 tylko 11,9 mln. 

### 2000–2014
22 maja 2008 spłonęła hala zajezdni. W akcji gaśniczej udział wzięło 12 jednostek straży pożarnej. Oficjalną przyczyną było zwarcie instalacji elektrycznej. Z powodu nierentowności planowano likwidację linii 7, 8 i 15. 6 października 2011 zlikwidowano linię nr 15 z powodu braku wagonów do obsługi linii. Oficjalnym powodem likwidacji linii jest remont podstacji. Do 2014 roku linia ta nie została przywrócona.

### Sytuacja po 2014 roku
Z powodu trwających działań wojennych w 2014 roku sieć tramwajowa została zamknięta.

## Linie

### Linie istniejące
Obecnie w Ługańsku istnieje 9 linii tramwajowych:
| Linia | Trasa                                       | Długość linii | Maksymalna liczba wagonów |
| ----- | ------------------------------------------- | ------------- | ------------------------- |
| 1     | 3. km − Fabryka Lokomotyw                   | 11,4 km       | 1                         |
| 2     | 3. km − Osiedla Dzierżyńskiego              | 19,7 km       | 4                         |
| 3     | Fabryka Lokomotyw − Mała Wiergunka          | 8,5 km        | 1                         |
| 6     | Fabryka Lokomotyw − Szpital Obwodowy        | 19,5 km       | 10                        |
| 7     | Fabryka Lokomotyw − Park Gorkiego           | 10,7 km       | 1                         |
| 8     | Dworzec Autobusowy − Osiedle Dzierżyńskiego | ? km          | 1                         |
| 10    | Dworzec Autobusowy − Fabryka Lokomotyw      | 14,3 km       | 1                         |
| 11    | Technikum − Osiedle Dzierżyńskiego          | 23,2 km       | 3                         |
| 13    | Dworzec Autobusowy − Technikum              | 14,9 km       | 2                         |
| 15    | Dworzec Autobusowy − Plac Lenina            | 20,5 km       | 2                         |

## Tabor
W 1934 do Ługańska dotarły pierwsze tramwaje. Było to 12 tramwajów: wagony silnikowe typu H oraz doczepne typu M. W czasie otwarcia linii do Małej Wiergunki i do kolonii fabrycznej w mieście było 18 tramwajów. W 1949 z Moskwy otrzymano 5 składów dwu wagonowych. W 1953 otrzymano pierwsze fabrycznie nowe tramwaje KTM/KTP-1. Na początku lat 60. XX w. dostarczono tramwaje MTV-82 i KTM/KTP-1, które zastąpiły 22 wagony przedwojenne. Ostatni skład tramwajów KTM-1+KTP-1 do Ługańska dostarczono 19 kwietnia 1962. Od 28 lipca rozpoczęły się dostawy tramwajów KTM/KTP-2. W latach 1962−1966 dostarczono 92 wagony (47 pociągów dwuwagonowych). Dostawy te pozwoliły na kasację do 1969 wszystkich wagonów przedwojennych. W styczniu 1973 rozpoczęto eksploatację wagonów KTM-5. W latach 1994−1998 wprowadzono do eksploatacji 8 tramwajów serii ŁT-10. W krótkim czasie po rozpoczęciu eksploatacji ujawniły się wady tych wagonów przede wszystkim z umieszczoną aparaturą elektryczną pomiędzy sufitem a dachem. Takie umieszczenie aparatury elektrycznej miało chronić ją przed nadmierną wilgotnością jednak nie przewidziano, że tak zbudowany tramwaj na łukach będzie nadmiernie się wychylał i w konsekwencji wykolejał. Kolejną wadą tych wagonów była ich duża masa wynosząca 23 t. W 2007 wycofano z eksploatacji wagony ŁT-10 pozostawiając jeden. W 2004 do Ługańska dotarło 5 wagonów typu K-1 oznaczone nr 301−305. W wyniku pożaru hali zajezdni spłonęły doszczętnie trzy wagony liniowe: dwa KTM-5 (nr 171 i 184) oraz jeden wagon K-1 o nr 303 oraz jeden techniczny  typu GS-4. 
Przed zamknięciem sieci tramwajowej w eksploatacji znajdowało się 37 tramwajów:
| Typ    | Liczba |
| ------ | ------ |
| KTM-5  | 26     |
| KTM-5A | 5      |
| KTM-8K | 1      |
| K-1    | 4      |
| ŁT-10  | 1      |

Tabor techniczny składał się z 9 wagonów:
- VTK-24 − 2 wagony (pługi)
- KTM-5 − 2 wagony
- NTTRZ − 1 wagon
- RGS-2 − 1 wagon
- GS-4 − 1 wagon (pług) (spalony w czasie pożaru hali zajezdni)
- TK-28 − 1 wagon
- VTK-01 − 1 wagon (pług)